# Legend (Lynyrd Skynyrd)
Legend è una raccolta del gruppo musicale southern rock statunitense Lynyrd Skynyrd, pubblicata il 5 ottobre 1987 dall'etichetta discografica MCA Records.

## Il disco
Si tratta di una raccolta di materiale inedito contenente demo mai precedentemente rilasciati prima dell'incidente aereo che, il 20 ottobre 1977, portò alla morte, tra gli altri, dei leader del gruppo e a una sospensione dell'attività della band. Oggi, comunque, la maggior parte dei pezzi presenti in Legend è presente anche in altri album.
Simple Man è stata registrata il 7 luglio 1976 al Fox Theatre di Atlanta, Georgia (Stati Uniti d'America).
Legend è stato certificato Disco d’oro il 27 luglio 2001 dalla RIAA.

## Tracce
1. "Georgia Peaches" (Steve Gaines, Ronnie Van Zant) - 3:12
2. "When You Got Good Friends" (Allen Collins, Van Zant) - 3:03
3. "Sweet Little Missy" (Gary Rossington, Van Zant) - 5:10
4. "Four Walls of Raiford" (Jeff Carlisi, Van Zant) - 4:15
5. "Simple Man" (Live) (Gary Rossington, Van Zant) - 6:35
6. "Truck Drivin' Man" (Ed King, Van Zant) - 5:17
7. "One in the Sun" (Gaines) - 5:19
8. "Mr. Banker" (King, Rossington, Van Zant) - 5:18
9. "Take Your Time" (King, Van Zant) - 7:24

## Formazione
- Ronnie Van Zant – voce
- Gary Rossington – chitarra
- Billy Powell - pianoforte, tastiera
- Artimus Pyle – percussioni
- Leon Wilkeson – basso
- Steve Gaines - chitarra
- Ed King - chitarra
- Bob Burns - batteria
- Larry Junstrom- basso